# Championnat d'Argentine de football 2015
Navigation
Saison précédente Saison suivante
La saison 2015 du championnat d'Argentine de football est la 86e édition professionnelle de la première division en Argentine. 
À partir de cette édition, le championnat argentin abandonne ses tournois d'ouverture et de clôture pour adopter une poule unique de 30 clubs jouant chacun 30 matchs. Celle-ci devra se réduire à 22 équipes dans les prochaines saisons. Cette réforme vise à calquer le championnat argentin sur les championnats européens et à lui donner une dimension plus nationale. Chacune des trente équipes engagées affronte deux fois une équipe de sa zone et une seule fois le reste des autres clubs. En fin de saison, les deux moins bonnes équipes au classement cumulé des trois dernières années sont relégués et remplacées par les deux meilleurs clubs de Primera B.
C'est le club de Boca Juniors qui remporte le titre cette année, après avoir terminé en tête du classement final, avec trois points d'avance sur le San Lorenzo de Almagro et cinq sur Rosario Central. Il s'agit du trente et unième titre de champion d'Argentine de l'histoire de Boca, qui réalise même le doublé en s'imposant face à Rosario Central en finale de la Copa Argentina.

## Qualifications continentales
Quatre clubs obtiennent une qualification directe pour la Copa Libertadores 2016 : le champion et son dauphin, le vainqueur de la Copa Argentina et la meilleure équipe argentine de la Copa Sudamericana 2015. Les quatre meilleures équipes du classement non qualifiées pour la Libertadores disputent la Liguilla pré-Libertadores qui décerne le dernier billet. À noter que River Plate, en tant que vainqueur de la Libertadores 2015 est automatiquement qualifié pour cette édition.
Pour la Copa Sudamericana 2016, la fédération argentine envoie six équipes : le vainqueur de la Supercopa Argentina, le deuxième de la Liguilla pré-Libertadores et les quatre clubs vainqueurs de la Liguilla pré-Sudamericana, qui regroupe les 3e et 4e de la Liguilla pré-Libertadores et les douze meilleurs clubs du classement qui ne sont pas qualifiées directement pour une compétition continentale. 

## Participants
| \| Buenos Aires La Plata Santa Fe Mendoza Rosario Rafaela San Juan Córdoba Mar del Plata Posadas Bahía Blanca Junín \| Villes représentées lors de la saison 2015. |
| Buenos Aires La Plata Santa Fe Mendoza Rosario Rafaela San Juan Córdoba Mar del Plata Posadas Bahía Blanca Junín                                                   |

Légende des couleurs
- Copa Libertadores 2015
- Copa Sudamericana 2015

| Club                | Entraîneur                 | Stade                              | Capacité théorique | Ville                           |
| ------------------- | -------------------------- | ---------------------------------- | ------------------ | ------------------------------- |
| Boca Juniors        | Rodolfo Arruabarrena       | La Bombonera                       | 49 000             | Buenos Aires                    |
| Rosario Central     | Hugo Galloni               | Estadio Gigante de Arroyito        | 43 500             | Rosario                         |
| San Lorenzo         | Edgardo Bauza              | Estadio Pedro Bidegain             | 44 000             | Buenos Aires                    |
| River Plate         | Marcelo Gallardo           | Estadio Monumental                 | 61 500             | Buenos Aires                    |
| Belgrano            | Ricardo Zielinski          | Estadio Mario Alberto Kempes       | 57 000             | Córdoba                         |
| Tigre               | Gustavo Alfaro             | Estadio José Dellagiovanna         | 28 000             | Buenos Aires (Victoria)         |
| Racing Club         | Diego Cocca                | Estadio Juan Domingo Perón         | 51 000             | Buenos Aires (Avellaneda)       |
| Aldosivi            | Fernando Quiroz            | Estadio José Maria Minella         | 35 000             | Mar del Plata                   |
| Newell's Old Boys   | Américo Gallego            | Estadio Marcelo Bielsa             | 42 000             | Rosario                         |
| Banfield            | Matías Almeyda             | Estadio Florencio Sola             | 34 000             | Buenos Aires (Banfield)         |
| San Martín          | Carlos Mayor               | Estadio del Bicentenario           | 25 000             | San Juan                        |
| Independiente       | Jorge Almirón              | Estadio Libertadores de América    | 41 000             | Buenos Aires (Avellaneda)       |
| Sarmiento           | Sergio Lippi               | Estadio Eva Perón                  | 25 000             | Junín                           |
| Unión               | Leonardo Madelón           | Estadio 15 de Abril                | 22 500             | Santa Fe                        |
| Lanús               | Guillermo Barros Schelotto | Estadio Ciudad de Lanús            | 47 000             | Buenos Aires (Lanús)            |
| Argentinos Juniors  | Néstor Gorosito            | Estadio Diego Armando Maradona     | 24 500             | Buenos Aires                    |
| Gimnasia y Esgrima  | Pedro Troglio              | Estadio Juan Carmelo Zerillo       | 33 000             | La Plata                        |
| Estudiantes         | Gabriel Milito             | Estadio Ciudad de La Plata         | 53 000             | La Plata                        |
| Vélez Sarsfield     | Miguel Ángel Russo         | Estadio José Amalfitani            | 50 000             | Buenos Aires                    |
| Temperley           | Ricardo Rezza              | Estadio Alfredo Beranger           | 13 500             | Buenos Aires (Temperley)        |
| Quilmes             | Julio César Falcioni       | Estadio Dr. José Luis Meiszner     | 30 000             | Buenos Aires (Quilmes)          |
| Godoy Cruz          | Daniel Oldrá               | Estadio Malvinas Argentinas        | 48 000             | Mendoza (Godoy Cruz)            |
| Colón               | Javier López               | Estadio Estanislao López           | 47 000             | Santa Fe                        |
| Defensa y Justicia  | José Oscar Flores          | Estadio Norberto Tomaghello        | 12 000             | Buenos Aires (Florencio Varela) |
| Huracán             | Néstor Apuzzo              | Estadio Tomás Adolfo Ducó          | 48 000             | Buenos Aires                    |
| Atlético de Rafaela | Leonardo Astrada           | Estadio Nuevo Monumental           | 16 000             | Rafaela                         |
| Crucero del Norte   | Gabriel Schürrer           | Estadio Andrés Guacurarí           | 12 000             | Posadas                         |
| Olimpo              | Diego Osella               | Estadio Roberto Natalio Carminatti | 15 000             | Bahía Blanca                    |
| Arsenal             | Roberto González           | Estadio Julio Humberto Grondona    | 18 000             | Buenos Aires (Sarandí)          |
| Nueva Chicago       | Alejandro Nanía            | Estadio Nueva Chicago              | 28 500             | Buenos Aires                    |

## Compétition

### Classement final
| Rang | Équipe                        | Pts | J  | G  | N  | P  | Bp | Bc | Diff |
| ---- | ----------------------------- | --- | -- | -- | -- | -- | -- | -- | ---- |
| 1    | Boca JuniorsC                 | 64  | 30 | 20 | 4  | 6  | 49 | 26 | +23  |
| 2    | San Lorenzo de Almagro        | 61  | 30 | 18 | 7  | 5  | 44 | 20 | +24  |
| 3    | Rosario Central               | 59  | 30 | 16 | 11 | 3  | 47 | 26 | +21  |
| 4    | Racing ClubT                  | 57  | 30 | 16 | 9  | 5  | 40 | 23 | +17  |
| 5    | Independiente                 | 54  | 30 | 14 | 12 | 4  | 44 | 22 | +22  |
| 6    | Belgrano (Córdoba)            | 51  | 30 | 14 | 9  | 7  | 33 | 23 | +10  |
| 7    | Estudiantes (La Plata)        | 51  | 30 | 14 | 9  | 7  | 34 | 28 | +6   |
| 8    | Banfield                      | 50  | 30 | 14 | 8  | 8  | 38 | 32 | +6   |
| 9    | River PlateCL                 | 49  | 30 | 13 | 10 | 7  | 46 | 33 | +13  |
| 10   | Tigre                         | 46  | 30 | 12 | 10 | 8  | 32 | 25 | +7   |
| 11   | Quilmes                       | 45  | 30 | 13 | 6  | 11 | 38 | 37 | +1   |
| 12   | Gimnasia y Esgrima (La Plata) | 44  | 30 | 12 | 8  | 10 | 41 | 38 | +3   |
| 13   | Lanús                         | 42  | 30 | 10 | 12 | 8  | 33 | 29 | +4   |
| 14   | Unión (Santa Fe)P             | 41  | 30 | 9  | 14 | 7  | 38 | 37 | +1   |
| 15   | Aldovisi (Mar del Plata)P     | 40  | 30 | 11 | 7  | 12 | 37 | 40 | -3   |
| 16   | Newell's Old Boys (Rosario)   | 40  | 30 | 10 | 10 | 10 | 27 | 30 | -3   |
| 17   | San Martín (San Juan)P        | 37  | 30 | 8  | 13 | 9  | 32 | 34 | -2   |
| 18   | Olimpo (Bahía Blanca)         | 36  | 30 | 8  | 12 | 10 | 23 | 26 | -3   |
| 19   | Colón (Santa Fe)P             | 34  | 30 | 7  | 13 | 10 | 26 | 31 | -5   |
| 20   | Argentinos JuniorsP           | 33  | 30 | 8  | 9  | 13 | 30 | 38 | -8   |
| 21   | Defensa y Justicia            | 32  | 30 | 8  | 8  | 14 | 27 | 31 | -4   |
| 22   | Godoy Cruz (Mendoza)          | 32  | 30 | 8  | 8  | 14 | 32 | 40 | -8   |
| 23   | HuracánP                      | 30  | 30 | 6  | 12 | 12 | 29 | 37 | -8   |
| 24   | Sarmiento (Junín)P            | 30  | 30 | 7  | 9  | 14 | 24 | 34 | -10  |
| 25   | TemperleyP                    | 30  | 30 | 6  | 12 | 12 | 19 | 29 | -10  |
| 26   | Nueva ChicagoP                | 29  | 30 | 7  | 8  | 15 | 29 | 38 | -9   |
| 27   | Vélez Sarsfield               | 29  | 30 | 7  | 8  | 15 | 27 | 37 | -10  |
| 28   | Arsenal                       | 27  | 30 | 7  | 6  | 17 | 25 | 44 | -19  |
| 29   | Atlético de Rafaela           | 23  | 30 | 4  | 11 | 15 | 29 | 51 | -22  |
| 30   | Crucero del Norte (Posadas)P  | 14  | 30 | 3  | 5  | 22 | 21 | 55 | -34  |

| Légende : Qualifications et relégations | Légende : Qualifications et relégations                                                                                        |
| --------------------------------------- | --- |
|                                         | Qualification directe pour la Copa Libertadores 2016                                                                           |
|                                         | Qualification pour la Liguilla pré-Libertadores                                                                                |
|                                         | Qualification pour la Liguilla pré-Sudamericana                                                                                |
|                                         | Relégation directe en Primera B                                                                                                |
|                                         | T : Tenant du titre CL : Vainqueur de la Copa Libertadores 2015 C : Vainqueur de la Copa Argentina P : Club promu de Primera B |

- En tant que second du champion et vainqueur de la Supercopa Argentina, le San Lorenzo de Almagro se qualifie à la fois pour la Copa Libertadores 2016 et la Copa Sudamericana 2016.
- Le Huracán se qualifie directement pour la Copa Libertadores, grâce à son bon parcours en Copa Sudamericana 2015, où il atteint la finale.
- Nueva Chicago et Crucero del Norte (Posadas) sont relégués car ils possèdent les deux moins bonnes moyennes de points sur les trois dernières années.

### Liguilla pré-Libertadores
Demi-finales :
Les perdants sont reversés en finale de la Liguilla pré-Sudamericana.
| Équipe 1      | Résultat | Équipe 2               |
| ------------- | -------- | ---------------------- |
| Independiente | 4 - 1    | Belgrano (Córdoba)     |
| Racing Club   | 2 - 1    | Estudiantes (La Plata) |

Finale :
| Équipe 1      | Résultat | Équipe 2    | Aller | Retour |
| ------------- | -------- | ----------- | ----- | ------ |
| Independiente | 2 - 3    | Racing Club | 0 - 2 | 2 - 1  |

- Le Racing Club se qualifie pour la Copa Libertadores tandis que le Independiente obtient son billet pour la Copa Sudamericana

### Liguilla pré-Sudamericana
Demi-finales :
| Équipe 1                      | Résultat | Équipe 2                    |
| ----------------------------- | -------- | --------------------------- |
| Tigre                         | 1 - 4    | Colón (Santa Fe)            |
| Gimnasia y Esgrima (La Plata) | 5 - 1    | San Martín (San Juan)       |
| Unión (Santa Fe)              | 1 - 2    | Aldosivi (Mar del Plata)    |
| Lanús                         | 2 - 1    | Newell's Old Boys (Rosario) |
| Quilmes                       | 0 - 1    | Olimpo (Bahía Blanca)       |
| Banfield                      | 1 - 0    | Argentinos Juniors          |

Finales :
Les six clubs qualifiés sont rejoints par les deux équipes reversées de la Liguilla pré-Libertadores.
| Équipe 1                 | Résultat | Équipe 2                      | Aller | Retour |
| ------------------------ | -------- | ----------------------------- | ----- | ------ |
| Colón (Santa Fe)         | 1 - 2    | Belgrano (Córdoba)            | 0 - 1 | 1 - 1  |
| Lanús                    | 3 - 1    | Gimnasia y Esgrima (La Plata) | 1 - 0 | 2 - 1  |
| Aldosivi (Mar del Plata) | 3 - 4    | Banfield                      | 2 - 3 | 1 - 1  |
| Olimpo (Bahía Blanca)    | 0 - 5    | Estudiantes (La Plata)        | 0 - 1 | 0 - 4  |

## Bilan de la saison
| Championnat d'Argentine de football 2015 | |
| Champion                                 | Boca Juniors (31e titre)                                                                              |
| Coupes et trophées                       | |
| Vainqueur de la Coupe d'Argentine 2015   | Boca Juniors                                                                                          |
| Qualifications continentales             | |
| Copa Libertadores 2016                   | River Plate (tenant du titre) Boca Juniors San Lorenzo de Almagro Rosario Central Racing Club Huracán |
| Copa Sudamericana 2016                   | San Lorenzo de Almagro Independiente Belgrano (Córdoba) Estudiantes (La Plata) Banfield Lanús         |
| Promotions et relégations                | |
| Promus en Primera A                      | Atlético Tucumán Patronato (Paraná)                                                                   |
| Relégués en Primera B Nacional           | Nueva Chicago Crucero del Norte (Posadas)                                                             |